# 石橋洋
石橋 洋（いしばし ひろし、1949年 - ）は、日本の法学者、弁護士。法学博士 (法政大学) 。
専門は労働法。熊本大学大学院生命科学研究部等ヒトゲノム・遺伝子解析研究倫理委員会委員。熊本大学大学院法曹養成研究科教授、日本労働法学会理事、熊本県労働委員会会長などを経て現職。

## 略歴
福岡県に生まれる。1971年 - 法政大学法学部法律学科卒業。1982年 - 法政大学大学院社会科学研究科私法学専攻単位修得。
1990年 - 米デューク大学ロースクール客員研究員。
1996年 - 熊本大学法学部法律学科教授。1996年 - 熊本大学大学院法学研究科教授。2004年 - 熊本大学大学院法曹養成研究科教授。
2014年 - 熊本大学大学院生命科学研究部等ヒトゲノム・遺伝子解析研究倫理委員会委員。

## 社会的活動
東京都「品川労政事務所」民間相談員、熊本県「中小企業労働」相談員、JIRRA「個別労働紛争解決」講師、熊本県「労働委員会」公益委員、熊本「紛争調整委員会」委員などを歴任。

## 著作等
- 『競業避止義務・秘密保持義務』（信山社出版、2009年）
- 『判例のなかの労働時間法－実務家のための判例入門』（旬報社、2013年）

## 専門分野
- 労働法・労働関係[2]